# Haemaphysalis kashmirensis
Haemaphysalis kashmirensis este o specie de căpușe din genul Haemaphysalis, familia Ixodidae, descrisă de Harry Hoogstraal și Varma în anul 1962. Conform Catalogue of Life specia Haemaphysalis kashmirensis nu are subspecii cunoscute.